# Municipio 9 (condado de Rooks)
El municipio 9 (en inglés: Township 9) es un municipio ubicado en el condado de Rooks en el estado estadounidense de Kansas. En el año 2010 tenía una población de 48 habitantes y una densidad poblacional de 0,51 personas por km².

## Geografía
El municipio 9 se encuentra ubicado en las coordenadas 39°10′31″N 99°33′28″O / 39.17528, -99.55778. Según la Oficina del Censo de los Estados Unidos, el municipio tiene una superficie total de 93.52 km², de la cual 93.47 km² corresponden a tierra firme y (0.05%) 0.05 km² es agua.

## Demografía
Según el censo de 2010, había 48 personas residiendo en el municipio 9. La densidad de población era de 0,51 hab./km². De los 48 habitantes del municipio 9, el 100% eran blancos. Del total de la población el 16.67% eran hispanos o latinos de cualquier raza.